# Августин Кранах
Августин Кранах (нім. Augustin Cranach; 1554 — 26 липня 1596) — німецький середньовічний художник.

## Життєпис
Походив з родини митців Кранахів. Старший син художника Лукаса Кранаха Молодшого і його другої дружини Магдалени Шурф. Народився 1554 року у Віттенберзі.
1564 року поступив до Віттенберзького університету. Водночас навчався малюванню в батька. 1577 року одружився з Марією, донькою бургомістра Віттенбергу Самуеля Зелфіша. З 1586 року після смерті батька очолив родинну художню майстерню.
У 1584 та 1587 роках ставав членом міської ради Віттенбергу, 1590 року обирається радником, а у 1593 році — міським суддею. Помер 1595 року у Віттенберзі.

## Творчість

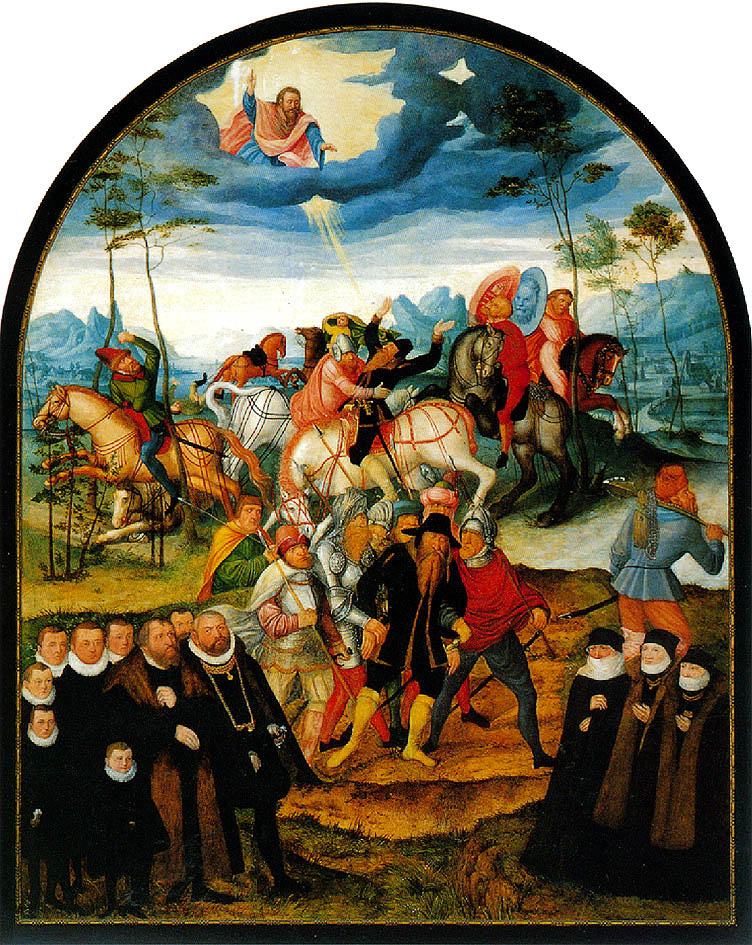
«Осліплення Святого Павла»

Переважно наслідував техніці батька. Його роботи переважно можна відрізнити лише завдяки наявності підпису. З його робіт найвідомішими є «Воскресіння Христове» 1582 року та «Осліплення Святого Павла» 1586 року. Творчу справу продовжив лише син Лукас.

## Родина
Дружина — Марія, донька Самуеля Зелфіша, бургомістра і книгаря Віттенбергу.
Діти:
- Марія Магдалена (1579—1617 року), дружина Леонардом Кеппеля
- Єлизавета (1581)
- Барбара (1582—1586)
- Анна Марія (1584—1585)
- Лукас (1586—1645)
- Самуель (1588—д/н)
- Єфросіна (1590—1665 р.), дружина Егідя Штрауха
- Август (1592—д/н)
- Ганс Крістоф (1594—д/н)
- Єлизавета (1595—д/н)